# تئو شونهوف
تئو شونهوف (انگلیسی: Theo Schönhöft; ۹ مهٔ ۱۹۳۲ – ۲۶ ژوئیهٔ ۱۹۷۶) بازیکن فوتبال اهل آلمان بود.
از باشگاه‌هایی که در آن بازی کرده‌است می‌توان به باشگاه فوتبال اسنابروک اشاره کرد.
وی همچنین در تیم ملی فوتبال آلمان بازی کرده‌است.